# Вілья-дель-Рей
Вілья-дель-Рей (ісп. Villa del Rey) — муніципалітет в Іспанії, у складі автономної спільноти Естремадура, у провінції Касерес. Населення — 153 особи (2010).
Муніципалітет розташований на відстані близько 280 км на захід від Мадрида, 43 км на північний захід від Касереса.

## Демографія
Динаміка населення (INE ):

## Галерея зображень

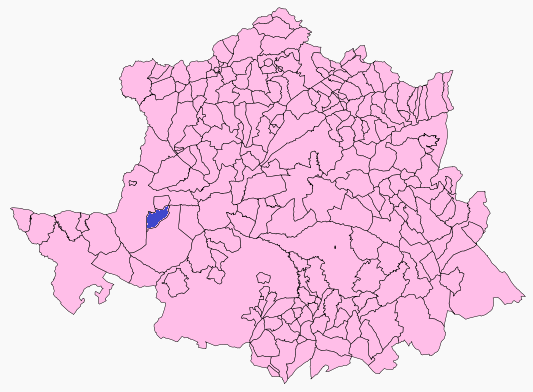
Розташування муніципалітету у провінції Касерес